# Avoir vingt ans dans les Aurès
Pour plus de détails, voir Fiche technique et Distribution.
Avoir vingt ans dans les Aurès est un film français réalisé par René Vautier et sorti en 1972.

## Synopsis
En avril 1961, dans le massif de l'Aurès en Algérie, un commando de chasse, formé d'appelés bretons, affronte un groupe de l'Armée de libération nationale : il fait un prisonnier algérien. Le soldat français blessé au cours de l'accrochage, instituteur dans le civil, se rappelle les événements qu'il a vécus avec ses camarades au cours des derniers mois : leur opposition à la guerre en Algérie les a conduits dans un camp réservé aux insoumis ; il se remémore la façon dont leur chef a su les transformer, de jeunes Bretons antimilitaristes qu’ils étaient, en redoutables chasseurs de fellaghas, prêts à tuer et y prenant goût. Tous, sauf lui, cèdent progressivement à l'escalade de la violence.

## Fiche technique
- Titre : Avoir vingt ans dans les Aurès
- Réalisation et scénario[1] : René Vautier
- Photographie : Pierre Clément et Daniel Turban
- Son : Antoine Bonfanti
- Musique : Yves Branellec et Pierre Tisserand (chanson du générique)
- Montage : Nedjma Scialom
- Production : UPCB - Unité de production cinématographique Bretagne
- Format : couleur
- Distribution : coopérative DHR[2]
- Durée : 97 minutes
- Date de sortie :
  - France : 12 mai 1972

## Distribution
- Philippe Léotard : le lieutenant Perrin
- Alexandre Arcady : Noël
- Hamid Djellouli : Youssef
- Jacques Canselier : Coco
- Jean-Michel Ribes : le curé
- Alain Scoff : Le soldat Lomic
- Jean-Jacques Moreau : Jacques
- Michel Elias : Robert l'instituteur
- Yves Branellec : Youenn
- Philippe Brizard : La Marie
- Charles Trétout : Charles
- Pierre Vautier : Pierrick
- Alain Vautier : Lanick
- Bernard Ramel : Nanard

## Distinctions
- Grand prix de la Semaine de la critique (FIPRESCI)[3] au Festival de Cannes 1972.

## Autour du film
- Le film a été considéré par certains comme une vision « incorrecte » de la guerre d'Algérie, avec une apologie de la désertion, et a fait l'objet de polémique encore vingt-cinq ans après sa sortie, dans le cadre d'un festival à Tourcoing en novembre 1997[4].
- Le général Maurice Faivre décrit le film comme « une caricature de la réalité ». Il reproche au titre sa « méconnaissance géographique » et rappelle que les commandos de chasse étaient des « soldats d’élite, volontaires pour cette mission », et non pas « des bidasses farfelus et violents »[5].
- Pour Gilles Manceron, Avoir vingt ans dans les Aurès « est — parmi les quelques films faits en France sur la guerre d'Algérie — l'un des rares à avoir cette qualité et cette force de témoignage par rapport à l'événement »[6].
- Le film ressort en version numérique restaurée le 3 octobre 2012.

## Bande originale du film
Celle-ci sort sur un disque vinyle en deux faces : 
- Face A Pierre Tisserand – Nous Aussi Nous Marchions (durée 2:50)

- Face B Yves Branellec – Ne Mets Pas Ton Pied Dans Cette Merde (durée 2:25)